# Luisa Vides
Luisa Alejandra Vides Galiano (Bogotá, 1989) es una actriz colombiana, egresada de la Academia Superior de Artes de Bogotá (ASAB) de la Universidad Distrital Francisco José de Caldas. Es reconocida por ser galardonada como Mejor Actriz principal en el Festival Internacional de Cine de Guadalajara (México), en el 2016 y Mejor actriz principal en los Premios Macondo de la Academia Colombiana de Artes y Ciencias Cinematográficas en el 2017.
En televisión, ha participado en diversas producciones destacadas. Formó parte del elenco de la serie HIT, emitida por TVE y dirigida por Joaquín Oristell, además de aparecer en La luz de mis ojos y en Sky Rojo, producción de Netflix.
En cine, protagonizó la película Oscuro Animal, dirigida por Felipe Guerrero y fue parte del elenco de La maniobra de la tortuga, dirigida por Juan Miguel del Castillo, producida por Áralan Films (2022). Próximamente, participará en Hamburgo, una película dirigida por Lino Escalera y producida por Zeta Producciones.

## Filmografía

### Televisión
| Año         | Título                 | Personaje            | Canal               |
| ----------- | ---------------------- | -------------------- | ------------------- |
| 2021        | Sky Rojo               | Lupe                 | Netflix             |
| 2020 - 2021 | HIT T1 - T2            | Maya                 | TVE                 |
| 2018 - 2019 | Pasajeros              | Julieta              | Canal Institucional |
| 2018 - 2019 | Caminos                | Luz Helena           | Canal TRO           |
| 2017        | La luz de mis ojos     | Sandrita Daza        | Canal RCN           |
| 2016        | El sol sale para todas | Miguel - Milena      | Canal 1             |
| 2016        | Mujeres al limite      | Ep: Belleza interior | Caracol Televisión  |

## Cine
| Año            | Título                    | Director                 |
| -------------- | ------------------------- | ------------------------ |
| 2025 (estreno) | Hamburgo                  | Lino Escalera            |
| 2025 (estreno) | Zeta                      | Dani de la Torre         |
| 2023           | Ríos de ceniza            | Alberto Gómez Peña       |
| 2022           | La maniobra de la tortuga | Juan Miguel del Castillo |
| 2016           | Oscuro animal             | Felipe Guerrero          |
| 2016           | La belleza (corto)        | Laura Mora               |
| 2016           | Viva (corto)              | Alberto Gómez            |

## Teatro
- Fedra y otras griegas
- Hamlet
- La granja
- Annia y el brujito feo

## Premios y nominaciones

### Premios Macondo
| Año  | Categoría              | Película      | Resultado |
| ---- | ---------------------- | ------------- | --------- |
| 2017 | Mejor actriz principal | Oscuro animal | Ganadora  |

### Festival Internacional de Cine de Guadalajara
| Año  | Categoría        | Película      | Resultado                                        |
| ---- | ---------------- | ------------- | ------------------------------------------------ |
| 2016 | Actriz principal | Oscuro animal | Ganadora junto a Marleyda Soto y Jocelyn Meneses |

### Fiesta Popular e Internacional del Teatro (Crespo, Argentina)
| Año  | Categoría        | Obra                    | Resultado |
| ---- | ---------------- | ----------------------- | --------- |
| 2015 | Actriz principal | De tinieblas y pantanos | Ganadora  |